# Szendi Nóra
Szendi Nóra (Budapest, 1988. május 13. –) magyar író, szerkesztő. 

## Pályafutása
Az ELTE BTK magyar irodalom alapszakát és mesterszakát végezte, utóbbit klasszikus magyar irodalom szakirányon.
Kritikákat többek közt az Élet és Irodalom, az Alföld Folyóirat, a Revizor és a 168 óra hasábjain közöl. 
Első regénye 2015-ben Zárványok címen jelent meg az Apokrif és a Fiatal Írók Szövetsége közös kiadásában. A kötet, amelyet a szerző grafikái illusztrálnak, bekerült a Libri Irodalmi Díj elődöntőjébe.
Második, Természetes lustaság című regényét a Kalligram adta ki 2018-ban. A kötet 2019-ben elnyerte az Írók Boltja Könyvösztöndíját próza kategóriában.
2019-ben Van ilyen. című regényének terve (akkor még Majd valami úgyis lesz munkacímen) Móricz Zsigmond Irodalmi Alkotói Ösztöndíjban részesült.
2020-ban elnyerte a Junior Szépíró-díjat: prózájáról Solymosi Bálint írt laudációt.
Van ilyen. című harmadik regénye 2023-ban jelent meg a Cser Kiadó gondozásában.

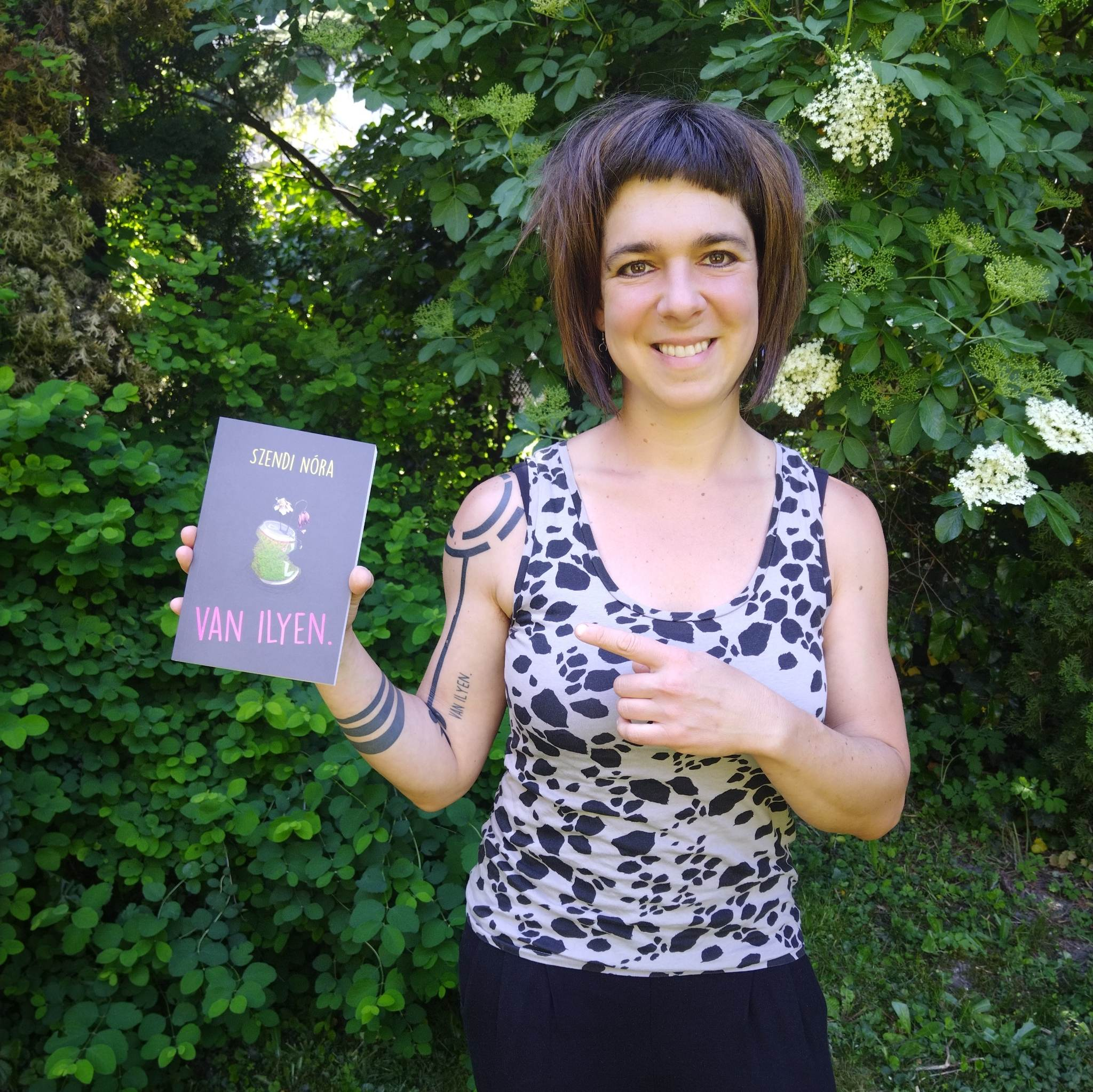
Szendi Nóra Van ilyen. című regényével

## Művei
- Zárványok. Apokrif--FISZ, Bp., 2015 (Apokrif Könyvek)
- Természetes lustaság. Kalligram, Bp., 2018
- Van ilyen. Cser, Bp., 2023

## Forrás
- Solymosi Bálint: Mennyit beszélnek…, és mennyi hülyeséget…! Kik ezek? – Szendi Nóra prózájáról (magyar nyelven). Litera – az irodalmi portál. (Hozzáférés: 2020. november 11.)